# Bolšice
Bolšice (znanstveno ime Psyllidae) so velika družina polkrilcev, v katero uvrščamo približno 1400 danes znanih vrst, razširjenih po vsem svetu. Družina je znana predvsem po predstavnikih, ki se prehranjujejo na kulturnih rastlinah in so lahko pomembni kmetijski škodljivci.
Po telesni zgradbi spominjajo na škržate, a so mnogo manjše, običajno manj kot 5 mm v dolžino. Z močnimi zadnjimi nogami aktivno skačejo, razvita pa imajo tudi krila (pri obeh spolih).
Med škodljivci so vrste, kot sta jablanova in mala hruševa bolšica, ki napadajo sadno drevje in zavirajo rast listov, lahko pa povzročajo tudi tvorbo šišk. Vzrok naj bi bila njihova toksična slina, ki jo med prehranjevanjem vbrizgajo v mesto vboda. Še pomembnejše so kot prenašalci nevarnih mikrobnih okužb sadnega drevja, kot sta klorotično zvijanje listov koščičarjev in metličavost jablan, zaradi česar jih morajo pridelovalci aktivno zatirati. Ličinke nekaterih vrst, predvsem avstralskih, izločajo lepljivo kepico ogljikovih hidratov (angleško lerp) za zaščito pred plenilci, ki pa jo radi nabirajo tamkajšnji ptiči in občasno tudi Aborigini.
Za Slovenijo je znanih 65 vrst družine Psyllidae od 100 vrst naddružine Psylloidea (za to prav tako uporabljamo ime bolšice), pri čemer je njihovo pojavljanje razmeroma slabo raziskano, saj so večje pozornosti specialistov deležne zlasti ekonomsko pomembne vrste.